# Crossopriza semicaudata
Crossopriza semicaudata is een spinnensoort uit de familie trilspinnen (Pholcidae). De soort komt voor in Egypte.